# È nata una star? (film)
È nata una star? è un film del 2012 diretto da Lucio Pellegrini, tratto dall'omonimo racconto di Nick Hornby del 2010.

## Trama
(Tagline del film)
Lucia, madre di Marco, scopre per caso che il proprio figlio ha recitato in un film pornografico e che, nonostante le scarse doti recitative, ha successo a causa delle dimensioni del suo membro. Lei e il marito Fausto, sconvolti dalla rivelazione, inizieranno a farsi domande sul perché e su come affrontare questa scoperta, tra vicini pettegoli e la fidanzata di Marco (la quale va su tutte le furie). Sarà anche occasione per Lucia per modificare i rapporti con la madre e la sorella, improntati sul solito tran-tran e la scarsa comunicazione. Mentre Fausto è combattuto tra l'orgoglio maschile e la preoccupazione che il figlio voglia continuare a "recitare".

## Luoghi delle riprese
Il film è stato girato e ambientato a Torino. La famiglia Cuviello risiede nel Villaggio Leumann.

## Distribuzione
Il film è uscito nelle sale cinematografiche italiane il 23 marzo 2012 distribuito da Warner Bros. Italia.

### Incassi
Durante il primo weekend di proiezione il film ha incassato 1139000 € e ha registrato, al 15 aprile 2012, un incasso totale 2825000 €.